# 오리지널 댄스

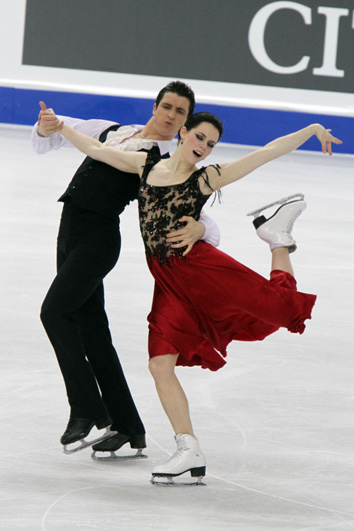

오리지널 댄스는 아이스 댄싱 대회의 세그먼트였다. 그것은 보통 컴펄서리 댄스와 프리 댄스 사이에 개재된 3개의 프로그램중 2번째였다. 1990년까지, 그것은 원래의 설정 패턴 댄스(OSPD)로 알려졌다. 2009-10 시즌 이후에, 오리지널 댄스가 폐지되었고 쇼트 댄스(SD)로 대체되었다.
각 시즌, 국제 빙상 연맹은 리듬을 지정했거나 모든 댄서가 오리지널 댄스를 실시해야 하는 리듬을 설정했지만 컴펄서리 댄스와는 달리 선수는 자신의 (지정된 템포 범위 내에서)음악과 안무를 선택했다. 오리지널 댄스는 싱글과 페어에서 쇼트 프로그램과 비교할 수 있다. 이 프로그램의 길이는 프리 댄스보다 짧고, 스케이트 선수가 더 많은 규칙을 지켰다.